# Neubulach
Neubulach – miasto uzdrowiskowe w Niemczech, w kraju związkowym Badenia-Wirtembergia, w rejencji Karlsruhe, w regionie Nordschwarzwald, w powiecie Calw, wchodzi w skład związku gmin Teinachtal. Leży w północnym Schwarzwaldzie, ok. 7 km na południowy zachód od Calw.